# 마리아 안토니에타 데 보그란
마리아 안토니에타 데 보그란(María Antonieta de Bográn, 1955년 7월 13일 ~)은 온두라스의 여성 정치인이다. 2010년 부통령이 되었다. 그녀는 온두라스 최초의 여성 부통령이다.
국민당의 일원으로서(), 2009년 정부통령 선거에 포르피리오 로보(Porfirio Lobo)대통령의 러닝메이트로 출마, 55%의 지지를 받고 당선된다.
또한 그녀는 라파엘 카예하스(Rafael Callejas)정권 하에서 관광부 장관을 지내기도 했다.